# Lista de membros da Royal Society eleitos em 2001
Esta é uma lista de Membros da Royal Society eleitos em 2001.

## Fellows (FRS)
1. David Attwell
2. David Baulcombe
3. John Beddington
4. Tim Berners-Lee
5. Robert Joseph Birgeneau
6. John Richard Bond
7. Hugh Bostock
8. Keith Burnett
9. Paul Callaghan
10. Graham Leon Collingridge
11. James Franklin Crow[3]
12. Richard Dawkins
13. Roger Ekins
14. Henry Elderfield
15. Anthony Evans
16. Brian Eyre
17. Peter Gluckman
18. Charles Godfray
19. Brigid Hogan
20. John David Hunt
21. Frances Kirwan
22. Shrinivas Kulkarni
23. Andrew Greig William Leslie[4]
24. Michael Levitt
25. Robin Lovell-Badge[5]
26. Paul Madden
27. Patrick Moore (Honorary FRS)
28. Mike Paterson
29. Bruce Ponder
30. Geoffrey Raisman
31. Allan Rex Sandage[6]
32. Dale Sanders
33. David Schindler
34. George Michael Sheldrick
35. Sheila Sherlock[7]
36. Thomas James Simpson[8]
37. Adrian Smith
38. Mandyam Veerambudi Srinivasan
39. Ian Stewart
40. Roger Ian Tanner[9]
41. Marc Trevor Tessier-Lavigne
42. Nicholas Kester Tonks
43. Bill Unruh
44. Bryan Webber
45. Alex Wilkie

## Foreign Members (ForMemRS)
1. Alexei Alexeevich Abrikosov[10]
2. Alan Fowler[11]
3. Clara Franzini-Armstrong[12]
4. Ahmed Zewail[13]